# Richard Hudson
Pour les articles homonymes, voir Hudson.
Richard Hudson, né le 4 novembre 1971 à Franklin (Virginie), est un homme politique américain, membre du Parti républicain et élu de la Caroline du Nord à la Chambre des représentants des États-Unis depuis 2013.

## Biographie
Richard Hudson est diplômé d'un baccalauréat ès arts de l'université de Caroline du Nord à Charlotte en 1996. De 2000 à 2011, il travaille successivement pour les représentants républicains Robin Hayes (en), Virginia Foxx, John Carter et Mike Conaway. Il est également directeur de la communication du Parti républicain de Caroline du Nord.
En 2012, il est élu à la Chambre des représentants des États-Unis. Dans le 8e district de Caroline du Nord, il est élu avec 53,2 % des voix face au démocrate sortant Larry Kissell. Il est réélu avec 64,9 % des suffrages en 2014 devant le démocrate Antonio Blue.